# Reality show
Reality show je formát televizního pořadu, který je založen na zobrazení „reálného“ života. Základem je snímání osob, herců i neherců, a to kamerami skrytými i zjevnými. Principy reality show se ale projevují i ve formátech rozhlasového vysílání, na časopisecké a novinové úrovni, pronikají do oblasti internetové zábavy a také například do divadelních představení. Některým je fungování reality show inspirací tematickou, jiným formální.

## Typy reality show a jejich zastoupení v českém prostředí
V Česku patří mezi realizované televizní reality show původně maďarský pořad Való Világ, tedy VyVolení a kultovní globalizovaný produkt Big Brother. Principem v tomto typu reality show je izolace skupiny soutěžících po jistou dobu na jistém místě (v uzavřené vile), které je sledováno kamerami. Postupnou eliminaci soutěžících zajišťují jak vnitroskupinové mechanismy, tak hlasování diváků. Vítěz získává vysokou finanční výhru nebo ceny v řádech milionů korun.
Dalším podtypem reality show, která dostala prostor v českém mediálním prostředí, je opět mezinárodní koncept v Česku nazvaný Výměna manželek. Principem tohoto typu reality show je snímání nehereckých akcí jen po jistou přesně ohraničenou dobu (deset dní), která je sestříhána ve formě televizního dokumentu do podoby koherentního vysílatelného zhruba hodinu a půl trvajícího pořadu. Na místě se pohybuje klasický natáčecí štáb. Výhry v tomto typu reality show nejsou tak závratné jako u typu prvního. Podobné formáty bývají často kritizovány kvůli psychosociálnímu přetlaku členů rodin, které zažívají výměnu manželek. Diskutuje se zejména o neblahém vlivu na psychiku dětí rodičů tohoto se účastnících.
Dalšími konkrétními příklady reality show v českém mediálním prostoru jsou formáty jako Vypadáš skvěle, Jste to, co jíte nebo Udělám cokoli, kde vybraní jedinci podstupují změnu image, redukční diety a podobně.
Do oblasti reality show spadají i veškeré talentové soutěže (Česko Slovenská SuperStar, Česko Slovensko má talent), ale okrajově i tzv. časosběrné dokumenty nebo speciální filmové projekty na dokumentaristicko-experimentální bázi. Příkladem druhého typu projektu je kontroverzní Český sen studentů FAMU Víta Klusáka a Filipa Remundy z roku 2004. Do kategorie dokumentů řadí reality show i někteří univerzitní badatelé, například Jakub Korda ve své publikaci uvádí, že televizní reality show spadají právě pod televizní dokumentaristiku.
K původním českým reality show patří například Taxi, prosím (autor: Vojtěch Nouzák, Jan Štern, Jan Kraus, Jaroslav Dušek, režie: Vojtěch Nouzák), Balírna (autor: Phill Wilson, Jiří Volavý, Matěj Liška, režie: Matěj Liška), Malá farma, Čtyři v tom či Hospoda u druhé šance.

## Nevhodný obsah a sankce
Reality show zpravidla vyvolává (a také vyvolávat má) silné emoce, jak na interní, tedy účastnické, tak na externí, tedy příjemcově straně. Dalším typem reakce je reakce vyšších instancí – například Rady pro rozhlasové a televizní vysílání, která má moc udělit pokuty za nevhodné chování na televizních obrazovkách atp. Tuto možnost pravidelně využívala u VyVolených a pokuty byly uděleny i vysílatelům české verze Big Brothera. Důvodem sankce bylo především nadužívání a neodstranění vulgárního obsahu.